# Санъёонода
Санъёонода (яп. 山陽小野田市 Санъё:онода-си) — город в Японии, находящийся в префектуре Ямагути. Площадь города составляет 132,99 км², население — 62 920 человек (1 августа 2014), плотность населения — 473,12 чел./км².

## Географическое положение
Город расположен на острове Хонсю в префектуре Ямагути региона Тюгоку. С ним граничат города Убе, Симоносеки, Мине.

## Население
Население города составляет 62 920 человек (1 августа 2014), а плотность — 473,12 чел./км². Изменение численности населения с 1980 по 2005 годы:
| 1980 | 68 312 чел. |  |
| 1985 | 70 133 чел. |  |
| 1990 | 69 481 чел. |  |
| 1995 | 68 745 чел. |  |
| 2000 | 67 429 чел. |  |
| 2005 | 66 261 чел. |  |

## Символика
Деревом города считается Ilex rotunda, цветком — рододендрон.